# Leopold-Orden (Lippe)

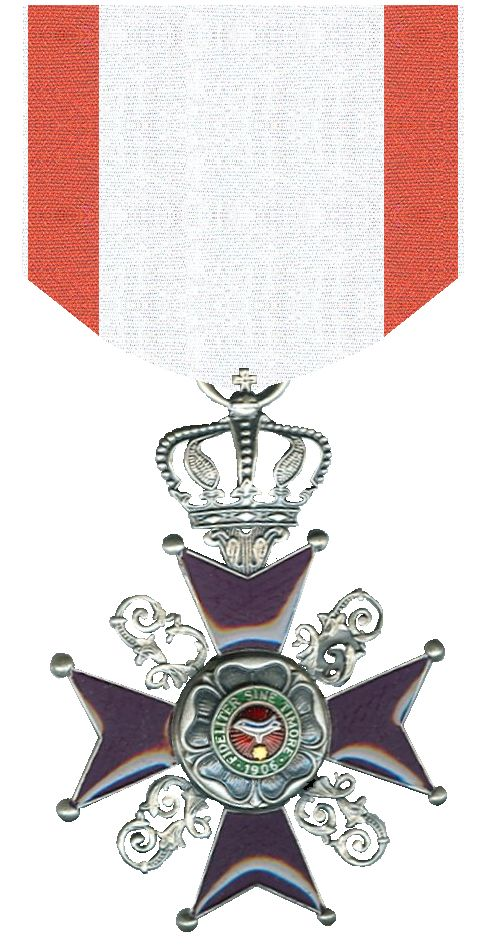
Leopold-Orden

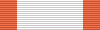
Ordensband

Der Leopold-Orden wurde am 24. Juli 1906 durch Fürst Leopold IV. zur Lippe als Verdienstorden in zunächst zwei Klassen am Band – mit und ohne Krone – gestiftet. 

## Ordensklassen
Mit Statutenänderungen am 29. Februar 1908 ergab sich nachfolgende Klasseneinteilung
- Leopold-Orden ohne Krone (am Band)
- Leopold-Orden mit Krone (Steckkreuz)
- Kreuz zum Leopold-Orden
  - Silberne Medaille
  - Bronzene Medaille

Am 30. Mai 1910 wurde die Statuten erneut verändert und der Orden in drei Klassen, zwei Kreuze sowie eine Medaille und drei Stufen eingeteilt
- Kette zum Leopold-Orden
- Großehrenkreuz (I. Klasse) – Steckkreuz
- Leopold-Orden mit Krone (II. Klasse) – Steckkreuz
- Leopold-Orden (III. Klasse) – am Band
- Kreuz zum Leopold-Orden mit der Krone
- Kreuz zum Leopold-Orden
  - Goldene Medaille
  - Silberne Medaille
  - Bronzene Medaille

## Ordensdekoration
Das Ordenszeichen ist ein achtspitziges Kreuz mit kleinen aufgesetzten Kügelchen auf den Spitzen. In den Kreuzwinkeln jeweils ein großes L (Leopold). Im Medaillon auf der Vorderseite auf weißemaillieren Grund die rotemaillierte Lippische Rose. Rückseitig ein L (Leopold) und darüber die Fürstenkrone. Umlaufende Inschrift FÜR VERDIENST.
Das Ordensband ist weiß mit roten Seitenstreifen.
Mit der Abdankung des Fürsten Leopold am 11. November 1918 wurde der Orden nur noch als Hausorden verliehen.